# صوفعلي
صوفعلي (بالفارسية: صوفعلی) هي قرية تقع في أذربيجان الغربية في إيران. يقدر عدد سكانها بـ 76 نسمة بحسب إحصاء 2016.